# Cabra de Reus
La Cabra de Reus és un element festiu del bestiari de foc que, juntament amb el Drac de Reus, pertany al Ball de Diables de la ciutat. No participa en el Seguici Festiu de Reus, però sí que ho fa a la cercavila de foc de la nit de Sant Joan i també al correfoc de Misericòrdia. També participa en altres cercaviles i correfocs fora de la vila, i, ocasionalment, en festes de barri de Reus.
Fou construïda el 1980 per tal d'animar la cercavila de foc de Sant Joan, encara que als anys noranta fou substituïda per l'actual. L'element està fet de fibra de vidre, alumini i roba, i és carregat des de fora per 5 persones. En la seva primera sortida l'any 1980 no disposava encara de punts de foc, però l'any següent, en la sortida del correfoc Sant Joan, ja n'incorporava. Al llarg dels anys es van anar fent petites modificacions que li han permès tenir una major mobilitat i espectacularitat.

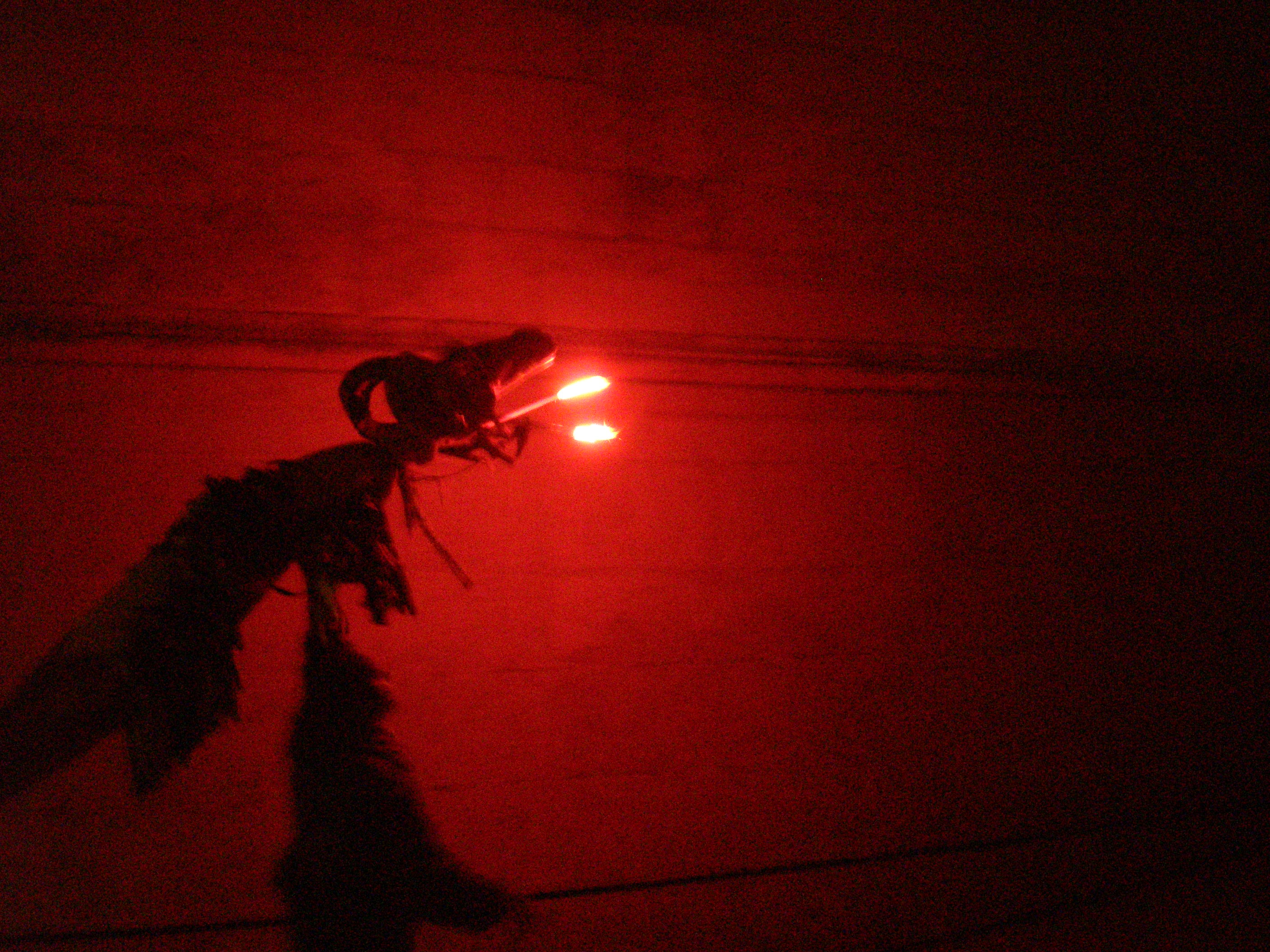
La cabra de Reus